# Albrekt Akilles av Brandenburg
Albrekt III av Brandenburg (tyska: Albrecht III [ˈʔalbʁɛçt fɔn ˈbʁandn̩bʊʁk] ( lyssna)), även känd som Albrekt Akilles), född 9 november 1414 i Tangermünde i Brandenburg, död 11 mars 1486 i Frankfurt i Tyskland, var regerande kurfurste av Brandenburg från 1471 fram till hans död samt markgreve av Brandenburg-Ansbach och Brandenburg-Kulmbach från 1440 respektive 1464.

## Biografi
Albrekt föddes 1414 som tredje son till kurfursten Fredrik I av Brandenburg och Elisabet av Bayern-Landshut. Han var en medlem från huset Hohenzollern och Svanorden som fick cognomet Akilles av hans ridderliga dygder.
Efter faderns död 1440 delades huset Hohenzollerns arvländer mellan sönerna, och Albrekt ärvde som yngre son furstendömet Ansbach. Hans planer på att bli hertig genom återförening av hertigdömet Franken stoppades genom framförallt staden Nürnbergs återkommande motstånd. Efter den äldste brodern Johan Alkemistens död 1464 ärvde Albrekt även furstendömet Kulmbach. Genom den andre brodern Fredrik II:s abdikation som kurfurste och markgreve av Brandenburg 1470 och död året därpå blev Albrekt kurfurste och ensam länsherre över huset Hohenzollerns domäner. 
Albrekt var en av de mest inflytelserika furstarna i Tysk-romerska riket under sin regeringstid, och erhöll tillnamnet Akilles av påven Pius II. 
Han kom i konflikt med biskop Rudolf II av Würzburg och biskop Philipp von Henneberg av Bamberg, vilket ledde till en kraftmätning med kyrkan, och när han vägrade betala den så kallade turkskatten för krig mot Osmanska riket och istället själv införde en prästskatt, bannlystes han och belades med interdikt.
Albrekt Akilles var gift två gånger, första gången 1445 med Margareta av Baden. Paret fick tre söner och två döttrar. I november 1458 gifte han om sig med Anna av Sachsen, dotter till kurfurst Fredrik II, och Albrekt och Anna fick tillsammans ytterligare fem söner och åtta döttrar.
1460 flyttade han sitt residens till Ansbach, och 1469 övertog han godset Triesdorf från släkten Seckendorff. Triesdorf blev senare jaktslott för markgrevarna av Brandenburg-Ansbach. Från hans tillträde som kurfurste 1470 var dubbelstaden Berlin-Cölln ständig residens- och huvudstad, i praktiken åtminstone sedan förordningen Dispositio Achillea trätt i kraft. 1472 avslutade han framgångsrikt det stettinska successionskriget mot Pommern genom fördraget i Prenzlau, vilket ledde till att Uckermark införlivades i markgrevskapet Brandenburg och att södra Pommern (hertigdömet Pommern-Stettin) blev en vasallstat under brandenburgsk överhöghet.
På Jakobsdagen 26 juli 1481 grundade han torneringssällskapet im Bären och knöt därmed riddarna i den frankiska högadeln närmare till sig med trohetsband. I samtiden porträtterades han som ett riddarideal.
1486 deltog Albrekt Akilles trots svår sjukdom vid riksdagen i Frankfurt am Main vid kungavalet av Maximilian I. Albrekt avled under riksdagen den 11 mars 1486. Den 19 juni 1486 begravdes han i klosterkyrkan i Heilsbronn.

### Dispositio Achillea
År 1473 utfärdade Albrekt Akilles förordningen Dispositio Achillea, i huvudsak en successionsordning som föreskrev manlig förstfödslorätt till ett odelbart Brandenburg och dess kurfurstevärdighet; dock efter att de två yngsta sönerna Fredrik och Siegmund först övertagit de frankiska furstendömena Brandenburg-Ansbach respektive Brandenburg-Kulmbach. Äldste sonen, Johan Cicero, regerade därefter i praktiken redan från 1473 som länsherre över markgrevskapet Brandenburg.
Dispositio Achillea kom att fortsätta den princip om kurfurstevärdighetens anknytning till de regerande markgrevarna av Brandenburg som fastslagits i kejsar Karl IV:s gyllene bulla 1356. Arvsordningen gällde ursprungligen endast mellan Albrekt Akilles söner men genom detta prejudikat kom även framgent principen om Brandenburgs odelbarhet som furstendöme att tillämpas inom huset Hohenzollern. Samtidigt kom det faktum att de Hohenzollernska arvländerna Brandenburg-Ansbach och Brandenburg-Kulmbach undantagits från kurfurstendömets odelbarhet att leda till att dessa varaktigt separerades från Brandenburg. Genom delningsfördraget i Regensburg 1541, då gränserna mellan Brandenburg-Ansbach och Brandenburg-Kulmbach reglerades, kom uppdelningen att formaliseras. Ända fram till 1792 regerades Ansbach och Kulmbach som oberoende furstendömen, innan de slutligen återförenades med kungariket Preussen.

## Familj
Första äktenskapet ingicks 1445 med Margareta av Baden (1431 – 24 oktober 1457 i Ansbach), dotter till markgreve Jakob I av Baden. I detta äktenskap föddes:
- Ursula av Brandenburg (1450–1508), gift 1467 med hertig Henrik I av Münsterberg och Oels (1448–1498)
- Elisabet av Brandenburg (1451–1524), gift 1467 med hertig Eberhard II av Württemberg (1447–1504)
- Margareta (1453–1509), abbedissa i Hofs kloster 1476
- Johan Cicero av Brandenburg (1455–1499), kurfurste av Brandenburg, gift 1476 med Margareta av Sachsen

Andra äktenskapet ingicks 1458 med Anna av Sachsen (1437–1512), dotter till kurfurst Fredrik II av Sachsen. I detta äktenskap föddes:
- Fredrik II (1460–1536), markgreve av Brandenburg-Ansbach och Brandenburg-Kulmbach, gift 1479 med prinsessan Sofia av Polen (1464–1512)
- Amalie (1461–1481), gift 1478 med pfalzgreve Kaspar av Zweibrücken (1458–1527)
- Anna (född och död 1462)
- Barbara (1464–1515), gift första gången 1472 med hertig Henrik XI av Glogau (omkr. 1430–1476), gift 1476–1500 med kung Vladislav II av Böhmen och Ungern (1456–1516)
- Albrekt (född och död 1466)
- Sibylla (1467–1524), gift 1481 med hertig Vilhelm IV av Jülich-Berg (1455–1511)
- Siegmund (1468–1495), markgreve av Brandenburg-Kulmbach
- Albrekt (född och död 1470)
- Dorotea (1471–1520), abbedissa i Bamberg
- Georg (1472–1476)
- Elisabet (1474–1507), gift 1491 med greve Hermann VIII av Henneberg-Aschach (1470–1535)
- Magdalena (1476–1480)
- Anastasia (1478–1534), gift 1500 med greve Vilhelm VI av Henneberg-Schleusingen (1478–1559)